# 베사메 무초
〈베사메 무초〉(스페인어: Bésame Mucho)는 1940년 멕시코의 작곡가 콘수엘로 벨라스케스에 의해 1932년에 쓰여진 볼레로 노래이다. 20세기의 가장 인기 있는 노래들 중 하나이고 라틴 음악 역사상 가장 중요한 노래들 중 하나이다. 1999년에 모든 스페인어에서 가장 많이 녹음되고 커버된 노래로 인정받았다.